# Antoni Kolnarski

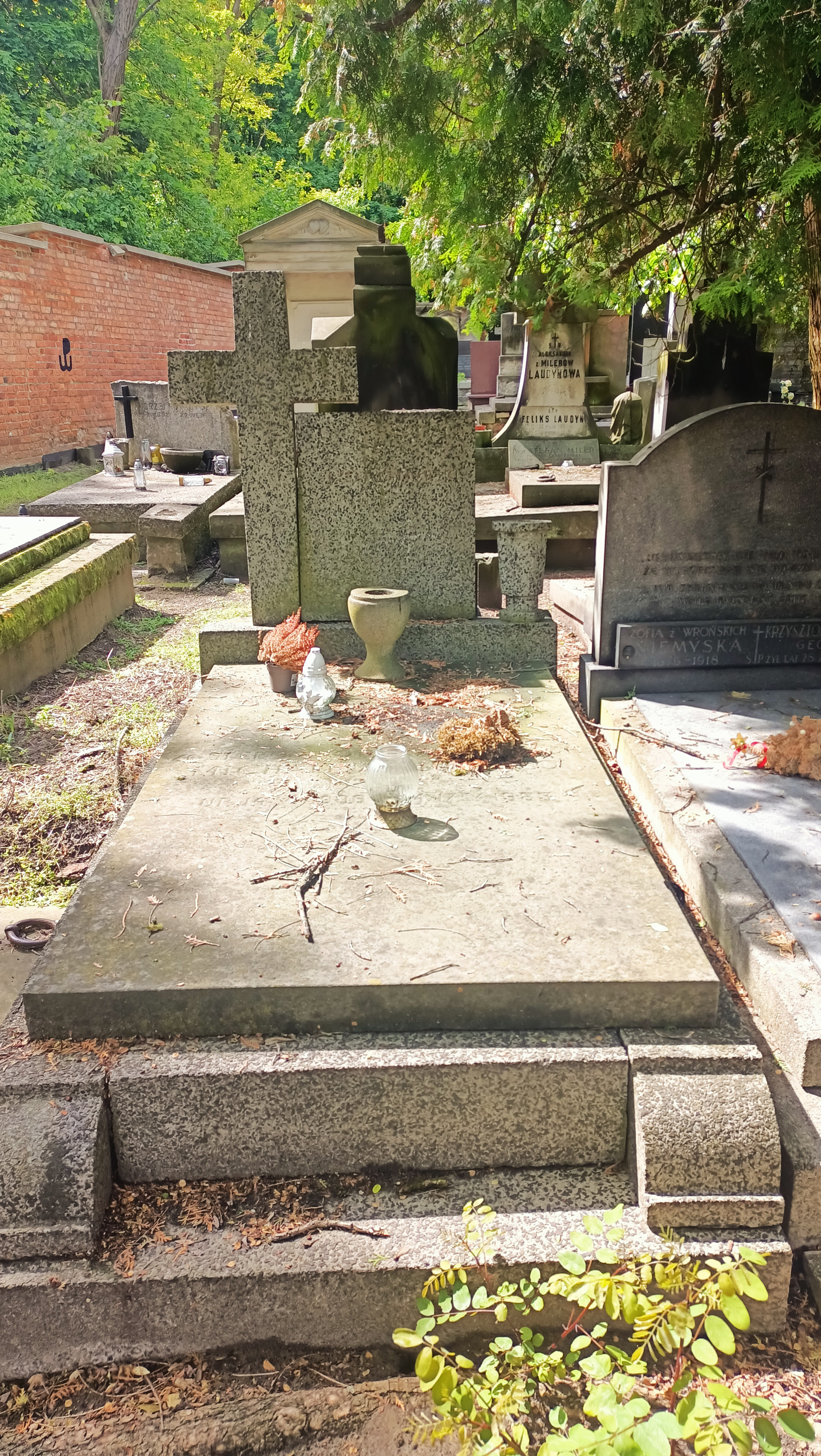
Grób Antoniego Kolnarskiego na Cmentarzu Powazkowskim w Warszawie

Antoni Kolnarski herbu Ślepowron (ur. 1 grudnia 1898, zm. 22 marca 1931 w Warszawie) – kapitan dyplomowany piechoty Wojska Polskiego, kawaler Orderu Virtuti Militari.

## Życiorys
Urodził się 1 grudnia 1898 w rodzinie Antoniego (1861–1928), dyrektora Warszawskiego Towarzystwa Ubezpieczeń. Był starszym bratem Michaliny, ps. „Mita” (1906–1983), która 24 kwietnia 1931 została zatrudniona w kancelarii Oddziału II Sztabu Głównego, w charakterze kancelistki, gdzie poznała przyszłego męża, kapitana administracji Edwarda Huszczo (ur. 1893).
Antoni uczęszczał do szkoły „Ognisko” ks. Jana Gralewskiego w Starej Wsi, pomimo tego, że jego ojciec stale zamieszkiwał w Moskwie. W 1916 zdał maturę w gimnazjum komitetu polskiego w Moskwie. Po ukończeniu szkoły oficerskiej piechoty wstąpił do tworzacego się w Moskwie polskiego pułku piechoty. W październiku 1917 został przyjęty do I Korpusu Polskiego w Rosji i przydzielony do 2 pułku strzelców. W jego szeregach, w lutym i marcu 1918, walczył z bolszewikami. Po rozbrojeniu korpusu pełnił służbę na konspiracyjnym stanowisku komendanta Wojska Polskiego w Moskwie. Następnie z tajnymi dokumentami przedarł się przez Murmańsk do Francji. Tam wstapił do Armii Polskiej. W obozach Cloiret i Voulleux dowodził kompanią. W kwietniu 1919 wrócił do Polski jako I oficer sztabu 8 Dywizji Strzelców. Następnie został przydzielony do sztabu Grupy gen. Pruszyńskiego. W 1920, w czasie wojny z bolszewikami, był oficerem sztabu Grupy płk. Rybaka, następnie 3 Armii i w końcu dowódcą 7. kompanii 201 pułku piechoty. Wyróżnił się w walce z Litwinami 19 października 1920 pod Michniszkami.
Po zakończeniu działań wojennych pełnił służbę w Naczelnym Dowództwie Wojska Litwy Środkowej, a jego oddziałem macierzystym był 85 pułk piechoty. Następnie został odkomenderowany do Wyższej Szkoły Wojennej w Warszawie, w charakterze słuchacza dwuletniego kursu 1921/23. 3 maja 1922 został zweryfikowany w stopniu porucznika ze starszeństwem od 1 czerwca 1919 i 2090. lokatą w korpusie oficerów piechoty. Później został przeniesiony z 85 do 81 pułku piechoty w Grodnie z pozostawieniem na kursie w WSWoj. 1 października 1923, po ukończeniu kursu i otrzymaniu dyplomu naukowego oficera Sztabu Generalnego, został przydzielony do Oddziału II Sztabu Generalnego. 1 grudnia 1924 prezydent RP nadał mu stopień kapitana z dniem 15 sierpnia 1924 i 499. lokatą w korpusie oficerów piechoty. W tym samym roku został przesunięty do Oddziału I SG. W 1925 ponownie służył w Oddziale II SG. 23 grudnia 1927 został przeniesiony do kadry oficerów piechoty z pozostawieniem na dotychczas zajmowanym stanowisku. Ostatnio pełnił służbę w Oddziale II SG na stanowisku kierownika Referatu Ligi Narodów. W 1930 przebywał na długotrwałym urlopie zdrowotnym. Zmarł 22 marca 1931 w Warszawie, „po długich i ciężkich cierpnieniach”, a cztery dni później został pochowany w grobie rodzinnym na cmentarzu Powązkowskim (kwatera IV, rząd 1, miejsce 25).

## Ordery i odznaczenia
- Krzyż Srebrny Orderu Wojskowego Virtuti Militari nr 5859[24][18]
- Krzyż Walecznych[18]
- Srebrny Krzyż Zasługi[21]
- Krzyż Zasługi Wojsk Litwy Środkowej – 3 marca 1926[25]
- Medal Pamiątkowy za Wojnę 1918–1921[21]
- Medal Dziesięciolecia Odzyskanej Niepodległości[21]
- francuski Krzyż Wojenny[21]
- Medal Zwycięstwa[21]